# Вирдунг, Себастьян

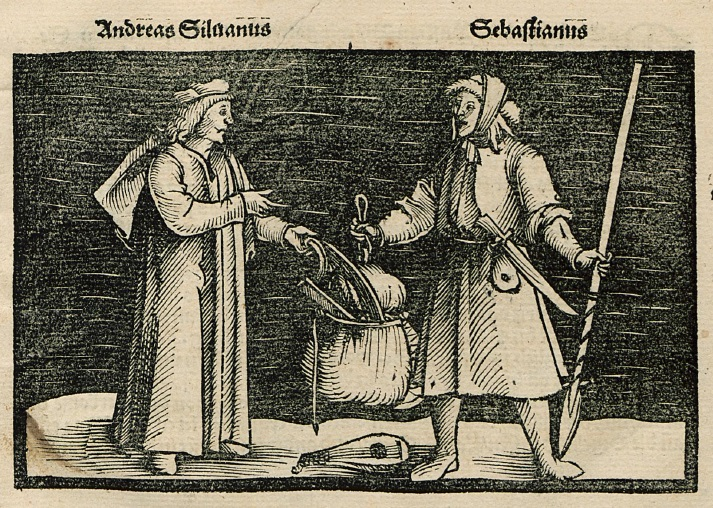
Гравюра из трактата «Musica getutscht und außgezogen» с изображением Андреаса Сильвануса и С. Вирдунга

Себастьян Вирдунг также Гроп (Grop) (нем. Sebastian Virdung; 1465, Амберг, Верхний Пфальц — после 1511) — немецкий музыкант-теоретик, композитор, певец.

## Биография
Ученик певца и поэта Йоханнеса фон Зоста. В 1483 году учился в Гейдельберге.
В 1489 году стал пастором в Ленгенфельде (ныне район Фельбурга). С 1500 по 1507 год он служил капелланом в замке Стаклек возле Бахараха. После служил в Вюртемберге (1507—1509). Был альтистом и музыкальным наставником в соборе Девы Марии в Констанце.
В 1510 году жил в Аугсбурге. В 1511 году в Базеле вышла его теоретическая работа «Musica getutscht und außgezogen» . После этого след С. Вирдунга теряется.

## Творчество
Автор одного из первых немецких музыкальных трактатов «Музыка, переведённая на немецкий язык…» (1511), ещё в XVI веке изданного на нескольких языках. Это самый ранний печатный трактат в Европе, полностью посвящённый музыкальным инструментам.

## Избранные работы
Музыкальные композиции
- 4 Lieder in Schöffers Liederbuch (1513)
- Altus zu Hofhaymers Herzliebstes Bild (1539)

Публикации
- Musica getutscht und außgezogen (1511)